# Krišna (reka)
Reka Krišna je reka na Dekanski planoti in je tretja najdaljša reka v Indiji, za Gangesom in reko Godavari. Je tudi četrta največja glede na dotoke vode in površino porečja v Indiji, za Gangesom, Indom in Godavari. Reka, imenovana tudi Krišnaveni, je dolga 1400 kilometrov, njena dolžina v Maharaštri pa je 282 kilometrov. Je glavni vir namakanja v indijskih zveznih državah Maharaštra, Karnataka, Telangana in Andra Prade.

## Potek
Reka Krišna izvira v Zahodnih Gatih blizu Mahabalešvarja na nadmorski višini približno 1300 metrov v zvezni državi Maharaštra v osrednji Indiji. Od Mahabalešvarja teče do mesta Vai in nadaljuje pot proti vzhodu, dokler se ne izlije v Bengalski zaliv. Reka Krišna teče skozi indijske države Maharaštra, Karnataka, Andra Pradeš in Telangana. Dolga je približno 1400 kilometrov, od tega 305 km teče v Maharaštri, 483 km v Karnataki in 612 km v Andra Pradešu.

## Pritoki
Reka Krišna ima 13 večjih pritokov. Njeni glavni pritoki so reka Ghataprabha, reka Malaprabha, reka Bhima, reka Tungabhadra in reka Musi. Reka Tungabhadra ima porečje 71.417 km² in dolžino 531 km. Reka Bhima je najdaljši pritok reke Krišna. Ima skupno dolžino 861 km in porečje 70.614 km².
Trije pritoki Pančganga, Varna in Jerla se srečajo z reko Krišna blizu Sanglija. Ti kraji veljajo za zelo svete. Rečeno je, da je Lord Dattatreya preživel nekaj svojih dni v Audumberju na bregovih reke Krišna.
Kudalasangama (napisana tudi kot Kudala Sangama) je približno 15 kilometrov od jezu Almatti v okrožju Bagalkot v zvezni državi Karnataka. Tu se združita reki Krišna in Malaprabha. Aikja Mantapa ali sveti Samādhi iz Basavane, ustanovitelj sekte Lingajat hindujske vere skupaj z Lingo, za katerega se verjame, da je samorojen (Svajambhu - sanskrtska beseda, ki pomeni 'samorojen'), je tukaj in reka teče proti vzhodu proti Srisailamu (še enemu romarskemu središču) Andra Pradeša.
Sangamesvaram okrožja Kurnol v Andra Pradešu je znano romarsko središče za hindujce, kjer se reki Tungabhadra in Bhavanasi zlijeta z reko Krišna. Tempelj Sangamesvaram je zdaj utopljen v rezervoarju Srisailam in je viden bhaktam le poleti, ko se gladina rezervoarja zniža.
- Pogled navzdol po toku jezu Prakasam
- Krišna blizu Vidžajavada
- Panoramski pogled na jez Udždžani ali Bhima
- Jez Tungabhadra blizu Hosapete
- Kudalasangama, Severna Karnataka

## Porečje reke Krišna
Drenažni bazen Krišne
Porečje Krišne se razprostira na površini 258.948 km², kar je skoraj 8 % celotne geografske površine države. To veliko porečje leži v zveznih državah Karnataka (113.271 km²), Telangana, Andhra Pradesh (76.252 km²) in Maharaštra (69.425 km²). To je peto največje porečje v Indiji.
Večji del tega obsega valovito pokrajino, razen zahodne meje, ki jo tvori neprekinjena linija Zahodnih Gatov. Pomembne vrste tal v kotlini so črna prst, rdeče prst, lateritna prst, naplavine, mešana prst ter slana in alkalna prst.
V tem porečju je bil ocenjen povprečni letni potencial površinskih voda 78,1 km³. Od tega je 58,0 km³ uporabne vode. Obdelovalna površina v porečju je približno 203.000 km², kar je 10,4 % celotne obdelovalne površine v državi. Ker je razpoložljivost vode v reki Krišna postajala neustrezna za izpolnjevanje povpraševanja po vodi, je reka Godavari povezana z reko Krišna s kanalom Polavaram na desnem bregu s pomočjo sheme dvigala Pattiseema v letu 2015, da bi povečali razpoložljivost vode za jezom Prakasam v Andra Pradeš. Namakalni kanali jezu Prakasam so del nacionalne vodne poti 4. Delta Krišna-Godavari, znana kot riževa žitnica Indije.

## Kraji in templji
To reko Hindujci častijo kot sveto. Verjame se tudi, da reka s kopanjem v njej odstrani vse grehe ljudi. Središče privlačnosti je sejem Krišna Puškaram, ki poteka enkrat na dvanajst let na bregovih reke Krišna. Ob toku reke je veliko romarskih krajev v Maharaštri, Karnataki, Telangani in Andra Pradeš.
Prvo sveto mesto na reki Krišni je Vai, znano po templju Mahaganpati Mandir in Kašivišvešvar. Ob reki ima sedem gatov. Templji, kot je tempelj Dattadeva, ki ga častijo prebivalci Maharaštre, so na bregovih Krišne pri Narsobavadi, Bhilavdi Audumbar blizu Sanglija. Jadur je eden od pomembnih svetih krajev v Karnataki na bregu Krišne. Tempelj Veerabhadra je znan tempelj. Mnogi bhakte obiščejo ta kraj iz Maharaštre in Andra Pradeša. Na bregovih reke Krišna je tudi tempelj Sangamešvar Šiva v Haripurju. Nekateri drugi templji so tempelj Kanaka Durga v Vidžajavadi, tempelj Ramling blizu Sanglija, tempelj Malikardžuna Džiotirlinga (Srisailam), tempelj Amarešvara Svami, tempelj Vedadri Narasimha, tempelj Vadapali v Nalgondi, tempelj Datadeva in templja Sangamešvra Šiva v Alampurju in Gadvalu v Telangani.
Mesto Bhilavadi v Maharaštri ima veliko kamnito strukturo, zgrajeno na bregu reke Krišna, znano tudi kot Krišna Ghat. Ta struktura vključuje tudi en velik in en majhen tempelj, zgrajen sredi reke. Ta zgradba naj bi bila zgrajena leta 1779.

## Živalstvo in rastlinstvo
Široko razprostranjeno območje v bližini reke Krišna ima bogato floro in favno. Zadnji ohranjeni gozdovi mangrov v ustju reke Krišna so bili razglašeni za zatočišče divjih živali Krišna. Zavetišče je dom velikega števila ptic gnezdilk in ptic selivk. V zatočišču je mogoče opaziti ribiške mačke (Prionailurus viverrinus), vidre, letvičarje (Crocodylus porosus), čitale (Axis axis), jelene sambarje (Rusa unicolor), indijske antilope (Antilope cervicapra), kače, kuščarje in šakale. Zatočišče podpira tudi bogato vegetacijo z rastlinami, kot so Rhizophora, Avicennia in Aegiceros. Sledi nekaj drugih zavetišč za divje živali, ki so v porečju Krišne:
- Rezervat za tigre Nagarjunsagar-Srisailam
- Zavetišče za divje živali Rollapadu
- Zavetišče za divje živali Bhadra
- Zavetišče za ptice Ghataprabha
- Zavetišče za ptice Gudavi
- Zavetišče za divje živali Koyna
- Zavetišče za divje živali Radhanagari
- Zavetišče za velike indijske droplje
- Narodni park Čandoli
- Narodni park Kudremukh
- Narodni park Kasu Brahmananda Reddy
- Narodni park Mahavir Harina Vanasthali
- Narodni park Mrugavani
- Zavetišče za divje živali jezero Pakhal
- Zavetišče indijske antilope Ranibennur
- Zavetišče za divje živali Shettihalli
- Zavetišče za lenivce Daroji, okrožje Bellary

## Slapovi
Sledi nekaj drugih slapov v porečju:
- Ethipothala na reki Chandravanka, ki je pritok reke Krišna
- Godchinamalaki na reki Markandeya, ki je pritok Ghataprabha
- Gokak na Ghataprabha
- Mallela Theertham

## Mostovi
Reka Krišna je prepletena z več mostovi vzdolž njenega toka, od katerih so nekateri navedeni spodaj.
- Most čez Krišno, Vai, Maharaštra – Ta most je na območju Dharmpuri Peth v mestu Vai, je eden najstarejših mostov, ki so jih zgradili Britanci v Indiji. Krišno premošča devet kaman (lokov) in je narejen iz črne skale. Most služi kot poplavna oznaka (ko se voda dvigne do nivoja ceste na mostu) za ljudi Vaikar.
- Irwinov most, Sangli – je eden najstarejših, zgodovinskih in največjih mostov čez Krišno, ki so jih zgradili Britanci. Irwinov most, ki je zgrajen iz rdečkastega kamna, ima dva prehoda, kjer se lahko spusti do reke na sredini njenega razpona in si ogleda vodo.
- Most Ankali, Sangli Maharaštra – Ta most je glavna povezava med okrožjema Sangli in Kolhapur. Na tem mestu so trije mostovi, eden za železnico in dva za cesto. Od dveh cestnih mostov je bil eden v smeri proti Miraju zgrajen v 19. stoletju pod britansko upravo. Še vedno obratuje. Železniški most je bil zgrajen v času polaganja železniške povezave Kolhapur–Pune. Izvajalec železniškega mostu je bil V. R. Ranade & Sons iz Pune. Konstrukcijo tega železniškega mostu in prepustov na železniški trasi v bližnji regiji so zgradili v letih 1882–84.
- Železniški most Kudači – Ugar, ki so ga zgradili Britanci leta 1891.
- Most B. Soundatti, Raibag – To je tudi eden najstarejših mostov, zgrajenih v času britanske vladavine. Ta most povezuje Maharaštro z državo Karnataka.
- Most Tangadagi je eden najstarejših mostov, ki povezuje okrožji Bidžapur in Bagalkot v Karnataki. Tempelj Boga Neelambika je tam na bregu reke Krišna.
- Most Čikkapadasalagi je eden najstarejših mostov, zgrajenih v britanski dobi, ki povezuje Džamakhandi in Vidžajapur
- Most Jambagi, Jamkhandi : Nedavno zgrajen most povezuje Athani, Bijapur in Jamkhandi.
- Most Galagali v vasi Galagali, Bagalkot: zelo pomemben most, ki povezuje številna mesta in vasi v okrožjih Bagalkot in Vidžajapur
- Most čez Krišno blizu Šakti Nagarja v okrožju Raičur je bil zgrajen v spomin na potovanje Navaba Džavaddžahe Bahadurja, princa Hiderabada, v Raičur v začetku 20. stoletja. Most je po princu dobil ime Sirat-e-joodi. Gradnja se je začela leta 1933 in dokončana leta 1943.[11]

Oktobra 2009 so se zgodile hude poplave, ki so izolirale 350 vasi in milijone ljudi pustile brez domov, kar naj bi se zgodilo prvič v 1000 letih. Poplava je povzročila veliko škodo v okrožjih Kurnool, Mahabubnagar, Guntur, Krishna in Nalagonda. Celotno mesto Kurnool je bilo skoraj 3 dni potopljeno v približno 3 m vode.
Dotok vode 31.000 m³/s je bil zabeležen pri jezu Prakasam, kar je preseglo prejšnji rekord 31.000 m³/s, zabeležen leta 1903. Reka Krišna je druga največja reka polotoka, ki teče vzhodno. Poplavne vode rek Krišna in Godavari je mogoče v celoti izkoristiti z izvozom vode v druge vzhodno tekoče polotoške reke do reke Vaigai v Tamil Nadu z izgradnjo obalnega rezervoarja na morskem območju Bengalskega zaliva.

## Meddržavna delitev vode
Trenutno se razsodba sodišča Bačavat z dne 31. maja 1976 uporablja za delitev vode, ki je na voljo v reki, med obrežnimi državami. Andra Pradeš je na vrhovnem sodišču izpodbijal nagrado sodišča Bridžeš Kumar, ki je bila podeljena 29. novembra 2013, zadeva pa je od takrat v teku. Novoustanovljena država Telangana se je prav tako obrnila na vrhovno sodišče in zahtevala novo zaslišanje pred sodiščem, da bi zagotovila svoje potrebe po vodi na pravični osnovi.
Čeprav reka ne teče skozi Tamil Nadu, je projekt Telugu Ganga sistem kanalov, ki prinaša vodo reke Krišna v glavno mesto te države Čenai s soglasjem vseh držav porečja.

## Jezovi
Na reki Krišna je več jezov.
- Jez Dhom
- Zapornica Hippargi
- Jez Almati
- Jez Narajanpur
- Jez Udždžani
- projekt Džurala
- Jez Srisailam
- Jez Nagarjuna Sagar
- Jez Nagarjuna Sagar tail pond
- Projekt Puličinthala
- Zapornica Prakasam
- Jez Tungabhadra
- Zapornica Rajolibanda Diversion Scheme
- Zapornica Sunkesula

## Nahajališča mineralov
Porečje reke Krišna je obdarjeno z bogatimi nahajališči mineralov, kot so nafta in zemeljski plin, premog, železo, apnenec, dolomit, zlato, granit, laterit, uran, diamanti, itd. Sledi nekaj omenjenih nahajališč:
- porečje Krišna Godavari, nafta in plin
- Yellandu, premog
- Rudniki Bayyaram, železo
- Kudremukh, železo
- Donimalai , železo
- Jaggayapeta rudniki, dolomit
- Nahajališča urana v Nalgondi,
- Rudnik Kollur, diamanti
- Rudnik zlata Hatti

## Onesnaženje
Večino let se rečna voda ne zliva z morjem zaradi popolne izrabe vode predvsem v kmetijstvu. Zaprto porečje Krišne pomeni, da je rečni ekosistem na robu smrti. Reka sprejema odpadke iz velikega števila mest, prebivalstvo porečja pa se je povečalo na 80 milijonov, kar povečuje onesnaženje, ki se v reko večkrat naloži. Ustrezni povprečni in minimalni stalni okoljski pretoki v morje večino let ne potekajo, kar omejuje izvoz soli in povzroča nastanek slanih in natrijevih alkalnih tal v spodnjem toku porečja. Voda z visoko alkalnostjo se iz območij odlagališč pepela številnih elektrarn na premog izpušča v reko, kar dodatno poveča alkalnost rečne vode, katere voda je naravno visoko alkalna, saj porečje izsušuje veliko območje bazaltnih kamnin.